# ایرنران
ایرنران بالا روستایی در دهستان بلوچی بخش نسکند شهرستان سرباز استان سیستان و بلوچستان ایران است.

## جمعیت
بر پایه سرشماری عمومی نفوس و مسکن در سال ۱۳۹۵ جمعیت این روستا ۱۲۷ نفر (۲۷خانوار) بوده‌است.